# Francisco Cavalcanti
Francisco de Almeida Cavalcanti (Cabrália Paulista, 23 de dezembro de 1941 - São Paulo, 1 de outubro de 2014) foi um cineasta e ator brasileiro. Foi um dos principais nomes do extinto polo cinematográfico Boca do Lixo, geralmente dirigindo e protagonizando os próprios filmes.
Em sua carreira, fez mais de duas dezenas de filmes, todos de baixo orçamento e sem incentivos do Estado. Suas produções incluem longas com títulos apelativos, tendo teor sexual e de violência. Embora nunca tenha sido um sucesso de crítica, teve grande aceitação entre o público nas décadas de 1970 e 1980. Seu maior êxito cinematográfico foi Ivone, a Rainha do Pecado (1984), que reuniu mais de um milhão de espectadores.

## Biografia

### Início
Nasceu em Cabrália Paulista, mas passou a sua infância e adolescência nos municípios de Ferraz de Vasconcelos e Poá. Quando adolescente, ficou quase dois anos internado no Juizado de Menores.
Aos 13 anos, passou a se apresentar em circos de lona como o palhaço Goiabada. Em sua passagem pelo circo, passou a escrever pequenas esquetes de humor e peças de teatro. Depois, passou a trabalhar no radioteatro, apresentando programas na Rádio Marabá, de Mogi das Cruzes.
Chegou à Rádio Tupi de São Paulo através de seu irmão, o cantor Orival Senna, que era diretor da emissora à época. Passou a trabalhar num programa chamado Caravana Buri, onde percorria os bairros de periferia ao lado de uma trupe de artistas. Paralelamente ao trabalho no rádio, escrevia peças de teatro, geralmente comédias e textos policiais.

### Carreira no cinema
Influenciado por seu irmão, chegou ao meio cinematográfico. Criou a Ribalta Filmes para produzir filmes e formar seus próprios atores. O primeiro projeto de Francisco Cavalcanti seria o filme Deus Não Perdoa os Malditos, um faroeste que seria interpretado pelos cantores  Carlos Gonzaga, Sérgio Reis e George Freedman, mas que acabou não sendo concluído. Apesar do primeiro fracasso, o curso de atores passou a ser um sucesso, o que possibilitou que Francisco criasse o filme Instrumento da Máfia (1976). O longa ganhou o título As Mulheres do Sexo Violento, mais viável comercialmente para os padrões da Boca do Lixo. O filme rendeu 572.963 espectadores.
Seu segundo filme, Mulheres Violentadas (1977), teve 517.537 espectadores e ficou em quarto em termos de faturamento no Brasil. Sua produtora, a Ribalta Filmes, passou a se chamar Plateia Filmes, após Chico trocar um contador que o roubava. Seu terceiro filme foi O Porão das Condenadas (1979), que apropriou-se bastante dos elementos do spaghetti western ao apostar em um ambiente rural, fazendo com que o cineasta se tornasse o pioneiro no gênero policial rural. Filmado no município de Avaré, o longa teve trilha sonora própria, com as participações dos cantores José Lopes, Orival Senna e da dupla Abel & Caim. O filme teve 544.463 espectadores segundo dados oficiais, embora Fabrício Cavalcanti, filho do diretor, tenha afirmado que o sucesso foi muito maior.
Em 1980, lançou O Filho da Prostituta, mais um filmado em Avaré, contando a história de um homem que descobre ter um gêmeo herdeiro de uma grande fortuna e que faz um plano para tentar assassiná-lo. O longa foi apelidado de "pornô-policial" pelo jornal Luta Democrática.
Filme lançado em 1983, O Cafetão teve problemas com a Censura Federal. Na época, o governo se incomodou com uma cena em que a esposa prepara a marmita para o engraxate, e eles só tinham um ovo para comer. Chico chegou a ir para Brasília para pedir a liberação do filme e ficou um mês detido ao ser acusado de tentar prejudicar o regime militar da época. O diretor disse que não tinha intenção política alguma ao destacar que um trabalhador passasse fome e que não buscava brigar com ninguém.
Em 1984, Francisco lança seu maior êxito: Ivone, a Rainha do Pecado. O filme mostra a história de Ivone (Dalma Ribas), que luta para saber o paradeiro do filho, Nelsinho (Fabrício Cavalcanti), levado pelo Juizado de Menores para não ter que viver em um ambiente de prostituição. O ponto de partida é a década de 1950, usando veículos da época e os casarões do Brás. O longa teve 1.671.264 de espectadores.
No mesmo ano, lançou o infantil Padre Pedro e a Revolta das Crianças, estrelado por Pedro de Lara (destaque no programa do Bozo) e que teve a participação de Gugu Liberato.
Com o crescimento dos filmes de sexo explícito, Francisco passou a ter dificuldades para conseguir grandes êxitos, embora os filmes continuassem se pagando. Almas Marginais, filme sobre dois amigos que viraram assaltantes, acabou ganhando o título malicioso Sexo, Sexo, Sexo. Embora tenha sido vendido como um filme com cenas de sexo explícito, foi filmado com cenas softcore.
Em 1985, lançou O Filho do Sexo Explícito como um "protesto" ao crescimento do formato. Entretanto, a Plateia Filmes acabou entrando nesse mercado, lançando Que Delícia de Buraco naquele mesmo ano. Rodou também O Garanhão Erótico (1986) e O Caipira Bom de Fumo (1987).
Seus filmes anteriores receberam cenas de sexo explícito enxertadas. Ivone, a Rainha do Pecado virou Uma Mulher Provocante (1986). O Filho da Prostituta virou Aberrações de uma Prostituta (1988), enquanto que Mulheres Violentadas foi relançado como Um Homem Diabólico do Sexo Explícito (1990).
Francisco ainda lançou o terror A Hora do Medo (1986), em parceria com José Mojica Marins, sobre um homem psicótico que mata moças indefesas, sendo que as vítimas são atraídas pela própria mãe do rapaz. A Revista Manchete diz que Chico só não é comparado com Edward Wood Jr. como o "pior cineasta" porque essa "honraria" pertence ao carioca Nilo Machado.
Outra exceção em meio aos filmes de sexo explícito foi Horas Fatais: Cabeças Trocadas (1987), feito em parceria com Clery Cunha e com José Mojica Marins no elenco. Nele, Francisco interpreta um homem disposto a se vingar depois que criminosos matam duas mulheres após um estupro. O filme chegou a ser exibido no Rio Cine Festival, em Copacabana, no Rio de Janeiro.
Em 1990, filmou Os Indigentes em 16mm, mas lançado para VHS. Em 1997, lançou Homem Sem Terra, dessa vez em parceria com João Amorim, nome do rádio e da música em Lages (SC) e que buscava mais uma incursão no cinema. O filme trouxe nomes como Pedro de Lara e José Mojica Marins no elenco.
Filmou ainda Amor Imortal (2001), longa-metragem de cunho espírita que teve Nuno Leal Maia no elenco. Dirigiu também o curta Nobuko - Uma História de Amor, em 2009.

## Morte
Morreu no dia 1º de outubro de 2014, em São Paulo. Ele estava internado no Hospital do Servidor Público, onde se tratava de um câncer no intestino.

## Legado
Em 2016, Fabrício Cavalcanti, filho de Francisco e também cineasta, filmou o documentário Meu pai a 24 quadros, contando a trajetória do pai, desde o circo até o sucesso no cinema.

## Filmografia
| Ano  | Título                               | Papel | Papel   | Papel      | Papel    | Papel     |
| Ano  | Título                               | Ator  | Diretor | Roteirista | Produtor | Argumento |
| ---- | ------------------------------------ | ----- | ------- | ---------- | -------- | --------- |
| 1976 | As Mulheres do Sexo Violento         | Sim   | Sim     | Sim        |          |           |
| 1978 | Mulheres Violentadas                 | Sim   | Sim     |            |          | Sim       |
| 1979 | O Porão das Condenadas               | Sim   | Sim     |            |          | Sim       |
| 1980 | O Filho da Prostituta                | Sim   | Sim     | Sim        | Sim      | Sim       |
| 1983 | Os Tarados                           | Sim   | Sim     |            | Sim      | Sim       |
| 1983 | O Cafetão                            | Sim   | Sim     | Sim        |          | Sim       |
| 1983 | Violentadores de Meninas Virgens     | Sim   | Sim     |            | Sim      | Sim       |
| 1984 | Ivone, a Rainha do Pecado            | Sim   | Sim     | Sim        |          | Sim       |
| 1984 | Padre Pedro e a Revolta das Crianças | Sim   | Sim     |            |          |           |
| 1984 | Animais do Sexo                      | Sim   | Sim     | Sim        | Sim      | Sim       |
| 1984 | Sexo, Sexo, Sexo                     | Sim   | Sim     |            | Sim      |           |
| 1985 | O Filho do Sexo Explícito            | Sim   | Sim     |            | Sim      |           |
| 1985 | Que Delícia de Buraco                | Sim   | Sim     | Sim        | Sim      | Sim       |
| 1986 | O Garanhão Erótico                   |       | Sim     | Sim        | Sim      | Sim       |
| 1986 | Uma Mulher Provocante                | Sim   | Sim     | Sim        |          | Sim       |
| 1986 | O Papa Tudo                          | Sim   | Sim     | Sim        | Sim      | Sim       |
| 1986 | A Hora do Medo                       |       | Sim     | Sim        | Sim      | Sim       |
| 1987 | Horas Fatais: Cabeças Trocadas       | Sim   | Sim     | Sim        |          |           |
| 1988 | Aberrações de uma Prostituta         | Sim   | Sim     | Sim        | Sim      | Sim       |
| 1990 | Um Homem Diabólico do Sexo Explícito | Sim   | Sim     | Sim        | Sim      | Sim       |
| 1990 | Os Indigentes                        |       | Sim     | Sim        |          | Sim       |
| 1990 | Júlio, o Rei dos Vilões              | Sim   |         |            |          |           |
| 1997 | Homem Sem Terra                      |       | Sim     | Sim        |          |           |
| 2001 | Amor Imortal                         |       | Sim     | Sim        |          | Sim       |
| 2009 | Nobuko - Uma História de Amor        |       | Sim     |            |          |           |

Fonte: Base de dados da Cinemateca Brasileira